# Udanin (gemeente)
De gemeente Udanin is een landgemeente in het Poolse woiwodschap Neder-Silezië, in powiat Średzki (Neder-Silezië).
De zetel van de gemeente is in Udanin.
Op 30 juni 2004 telde de gemeente 5665 inwoners.

## Oppervlakte gegevens
In 2002 bedroeg de totale oppervlakte van gemeente Udanin 110,71 km², waarvan:
- agrarisch gebied: 87%
- bossen: 4%

De gemeente beslaat 15,73% van de totale oppervlakte van de powiat.

## Demografie
Stand op 30 juni 2004:
| Omschrijving                   | Totaal | Totaal | Vrouwen | Vrouwen | Mannen | Mannen |
| ------------------------------ | ------ | ------ | ------- | ------- | ------ | ------ |
| eenheid                        | aantal | %      | aantal  | %       | aantal | %      |
| inwoners                       | 5665   | 100    | 2843    | 50,2    | 2822   | 49,8   |
| bevolkingsdichtheid (inw./km²) | 51,2   | 51,2   | 25,7    | 25,7    | 25,5   | 25,5   |

In 2002 bedroeg het gemiddelde inkomen per inwoner 1315,3 zł.

## Administratieve plaatsen (sołectwo)
Damianowo, Drogomiłowice, Dziwigórz, Gościsław, Jarosław, Jarostów, Karnice, Konary, Lasek, Lusina, Łagiewniki Średzkie, Pichorowice, Piekary, Pielaszkowice, Różana, Sokolniki, Udanin, Ujazd Dolny, Ujazd Górny.

## Overige plaatsen
Dębki, Dębnica, Jańczów, Księżyce.

## Aangrenzende gemeenten
Kostomłoty, Mściwojów, Strzegom, Środa Śląska, Wądroże Wielkie, Żarów